# Bagshot F.C.
Câu lạc bộ bóng đá Bagshot là một câu lạc bộ bóng đá có trụ sở tại Bagshot, gần Camberley ở Surrey, Anh. Đội hiện là thành viên của Combined Counties League Division One và thi đấu trên sân Krooner Park của Camberley Town.

## Lịch sử
Câu lạc bộ được thành lập vào năm 1906, ban đầu chơi ở Ascot & District League và Woking & District League. Năm 1982, đội chuyển lên Division Two của Surrey County Intermediate League (Western) khi giải được mở rộng thành ba hạng đấu. Họ tiếp tục thăng hạng từ Division Three và Division Two trong các mùa giải liên tiếp, trở thành thành viên của Division One vào năm 1984. Mùa giải 1986-87, câu lạc bộ vô địch Senior Division và được thăng hạng lên Surrey Premier League.
Sau khi rời Surrey Premier League, Bagshot sau đó gia nhập Aldershot & District League. Sau khi vô địch Division Two năm 2005-06, họ được thăng hạng lên Division One, giải đấu mà họ đã giành được vào mùa giải 2008-09, được thăng hạng lên Senior Division. Sau đó, đội vô địch Senior Division và Surrey Intermediate Cup vào mùa giải 2011-12, trước khi giành cú đúp danh hiệu ở cả Senior Division và Senior Division Cup vào các mùa giải 2012-13 và 2013-14.
Sau khi vô địch Senior Division một lần nữa vào năm 2015-16, đội được thăng hạng lên Division One của Combined Counties League.

## Danh hiệu
- Surrey County Intermediate League (Western)
  - Vô địch Division One 1986-87
- Aldershot & District League
  - Vô địch Senior Division 2011-12, 2012-13, 2013-14, 2015-16
  - Vô địch Division One 2008-09
  - Vô địch Division Two 2005-06
  - Vô địch Senior Division Cup 2012-13, 2013-14
- Surrey Intermediate Cup
  - Vô địch 2011-12